# 沙洼乡
沙洼乡，是中华人民共和国河北省沧州市河间市下辖的一个乡镇级行政单位。

## 行政区划
沙洼乡下辖以下地区：
南冬村、桃园村、北章西村、南章西村、东八里庄村、芮屯村、西沙洼村、后巩村、槐各庄村、保安屯村、禅阁村、大黄务村、前台头村、后台头村、东沙洼村、槐楼村、五家务村、张天宫村、刘天宫村、傅天宫村、姚天宫村、西柳洼村、南中原村、后洪雁村、前洪雁村、东方村、前北冬村、后北冬村和北冬店村。